# Nadia Nsayi
Nadia Nsayi Madjedjo Clerebaut (Kinshasa, april 1984) is een Belgisch-Congolese politicologe, museummedewerker en auteur. Als politicologe specialiseert ze zich in de relaties tussen België en Congo en wordt ze vaak in de media aangehaald als Congo-experte.

## Biografie
Toen ze vijf jaar oud was, verliet Nsayi haar geboorteland en groeide ze op in Landen en Sint-Joost-ten-Node. In 2008 behaalde ze een masterdiploma Internationale Politiek aan de Katholieke Universiteit Leuven.
Na haar studies werkte ze voor tien jaar als beleidsmedewerker Congo bij de ngo Broederlijk Delen en de vredesbeweging Pax Christi Vlaanderen. In haar functie als beleidsmedewerker stond ze onder andere als woordvoerder journalisten te woord, gaf ze lezingen en reisde ze naar Congo, Rwanda en Burundi.
Sinds 2019 werkt ze in de museumwereld. Ze werkte onder andere als co-curator mee aan de tentoonstelling '100x congo. Een eeuw Congolese kunst in Antwerpen’]. Deze tentoonstelling was te bezichtigen in het MAS in Antwerpen van 3 oktober 2020 tot en met 13 september 2021. Sinds september 2021 werkt ze vast als museummedewerker binnen de publiekswerking bij het Koninklijk Museum voor Midden Afrika in Tervuren.

## Werk
In 2020 bracht ze haar eerste roman Dochter van de dekolonisatie uit. Aan de hand van haar eigen familiegeschiedenis geeft ze inzicht in het koloniale systeem. Zo vertrekt haar Belgische grootvader langs vaderskant vanuit Antwerpen naar Congo en daar de Congolese Louisa Nsayi ontmoet. Uiteindelijk wordt haar vader Marcel Clerebaut Nsayi geboren. Verder laat ze ook zien hoe haar familie langs moederskant gedwongen werd om hun ‘zwart-zijn’ te verwerpen en te evolueren naar een betere mens, een witte mens. Voor Dochter van de Dekolonisatie ontving zij in 2020 de Emancipatieprijs van VOEM en in 2022 de Rosa Luxemburgprijs, die ze opdroeg aan haar zus Mimi Nsayi.
In 2023 publiceerde de Amsterdamse uitgeverij De Geus haar tweede boek Congolina. De erfenis van Nele Marian. In deze biografie reconstrueert ze het leven van Nele Marian, een van de eerste schrijfsters van Afrikaanse afkomst in Europa. Marians poëziebundel Poèmes & Chansons met als hoofdthema koloniaal onrecht is een van de belangrijkste werken van de Congolese literatuur. Desondanks bleef Marian vrij onderbelicht in de literatuurgeschiedenis en daarom besloot Nsayi een biografie over haar te schrijven.

## Activisme en opvattingen
Ik voel me steeds meer verbonden met mijn voorouders, wit en zwart. Ik ben me steeds vaker bewust van de ongelijkheid in Congo, in België en in de relatie tussen beide. Ik wil strijden voor emancipatie, voor mezelf en anderen, met vallen en opstaan. Dit alles ligt in lijn met hoe ik evolueer: als een dochter van de dekolonisatie. Een dochter van een zwarte moeder en een metisvader.
— Nadia Nsayi, fragment uit De dochter van de dekolonisatie

In De dochter van de dekolonisatie stelt Nsayi zichzelf voor en geeft ze inzicht in wat ze met haar werk wil bereiken. Haar activisme is vooral gericht op het verspreiden van informatie over in haar ogen onderbelichte onderwerpen in de koloniale geschiedenis van België.
In 2022 ging ze in gesprek met Ivo Aertsen en Katrien Lauwaert van de KU Leuven. In dit gesprek vertelde Nsayi over haar roman De dochter van de kolonisatie, waarin ze ook inzicht geeft in wat volgens haar de gevolgen zijn van kolonisatie. ‘Het zwaarste gevolg van de kolonisatie is voor Nsayi de psychologische erfenis van zogezegde “zwarte inferioriteit” en “blanke superioriteit” waar tot op vandaag mens en samenleving van doordrongen zijn. Herstel vereist dan onvermijdelijk een proces dat op allerhande niveaus en domeinen inzet op het ontwikkelen van gelijkwaardigheid: gelijkwaardige relaties en oprechte samenwerking tussen België en Congo, maar evengoed tussen het Belgische middenveld actief in Congo en de lokale bevolking, én in België zelf. Een echt herstelbeleid voeren vraagt dus een integrale aanpak.
Op 21 juni 2024 voerde ze samen met Hand in Hand tegen racisme actie aan het Koninklijk Museum voor Schone Kunsten Antwerpen met de eis om een gedenkplaat te plaatsen voor de zeven Congolese slachtoffers die om het leven kwamen tijdens de Wereldtentoonstelling van 1894 in Antwerpen, exact 130 jaar geleden. 144 Congolezen werden daar toen namelijk tentoongesteld als onderdeel van een menselijke zoo. Dit feit kwam terug aan het licht toen Nsayi samen met haar collega’s vooronderzoek deed voor de expo ‘100x Congo. Een eeuw Congolese kunst in Antwerpen.

## Bekroningen

### Emancipatieprijs van VOEM
Een prijs die aan haar werd uitgedeeld door VOEM, de Vereniging voor Ontwikkeling en Emancipatie van Moslims, ‘omwille van haar belangeloze inzet voor een solidaire, inclusieve en duurzame samenleving'.

### Rosa Luxemburgprijs
Op 8 maart 2023 werd de Rosa Luxemburgprijs uitgereikt aan Nadia Nsayi ‘omwille van haar actieve “strijd met woord en pen” voor gelijkheid'.

## Werken
- 2020 - Dochter van de Dekolonisatie
- 2023 - Congolina. De erfenis van Nele Marian.